# كشاف سورية
الاسم العام يعرف بجمعية  كشاف سورية تأسست عام1912م. أما تاريخ تسجيلها فكان التسجيل الأول عام1924 عالمياً ثم حُلّت واعيد تسجيلها عام 1949م وعربياً سنة 1954م.
عدد المنتسبين حوالي 11073 عضواً وفق إحصاء المكتب الكشفي العالمي في 13 ديسمبر 1999.

## تاريخها
بدأت الحركة الكشفية في سورية عام 1912، ثم توقفت عن نشاطها خلال الحرب العالمية الأولى، ثم عاودت نشاطها وجرى تكوين الفرق الكشفية عام 1919م، وفي عام 1922م انتشرت الحركة الكشفية في المدارس الابتدائية الرسمية، وفي عام 1924 تم الاعتراف العالمي بالكشافة السورية، وفي عام 1934م انتشرت الحركة الكشفية بين صفوف الطلاب والعمال، وكانت معظم مدن سورية تضم أفواجاً كشفية، وفي عام 1935م توقفت الحركة الكشفية في سورية عن العمل بشكل ظاهري بسبب القرار الذي أصدره المفوض السامي الفرنسي في ذلك الحين.
وفي عام 1936م عادت الحركة الكشفية إلى نشاطها وتم تشكيل الفرق على أساس تنظيم جديد وأصبحت الحركة في سورية منظمة أهلية واحدة، وتألفت أول لجنة تنفيذية عليا برئاسة رشدي الجابي وأمانة سر بكري قدورة، وعضوية كل من: فايز الدالاتي، علي الدندشي، زهير الدالاتي، جورج قطينة وعطا مكي، وفي عام 1938 م أقيم أول تجمع كشفي عربي شاركت فيه فرق كشفية من العديد من البلدان العربية، وفي عام 1947 صدر المرسوم الجمهوري رقم 46 بتاريخ 5/1/1948م بالنظام الأساسي لكشاف سورية الذي ما زال مطبقاً حتى الآن وفي عام1948م صدر المرسوم الجمهوري رقم 197 بتاريخ 7/2/1948 بالاهتمام والاعتناء بالنشاط الكشفي المدرسي، وفي منتصف شهر آب عام 1949 تم تسجيل كشاف سورية في المكتب الدولي وفي عام 1951م انتخب على الدندشي نائب رئيس جمعية كشاف سورية عضواً في اللجنة الكشفية العالمية تقديراً لمكانة سورية في الحركة الكشفية الدولية، وفي عام 1954م أقيم في سورية المخيم والمؤتمر الكشفي العربي الأول، كما استضافت عام 1958م المخيم الكشفي العربي الثالث بالزبداني هذا وقد شاركت الحركة الكشفية في سوريا في نهضة الحركات الكشفية بالتعاون مع الحركات الكشفية العربية. تم إيقاف الحركة الكشفية في عام 1982 بحجة إقامة منظمة طلائع البعث واتحاد شبيبة الثورة.
كانت هناك عدة محاولات لاستعادة نشاط الحركة الكشفية إلا أنها باءت بالفشل في أكثر من مناسبة حتى تم إعادة النشاط الكشفي رسميا إلى سورية بقرار من الرئيس السوري بشار الأسد في عام 2006 وما تزال تستمر نشاطاتها في مختلف المحافظات إلى الآن.